# 烏枝県
烏枝県（うし-けん）は中華人民共和国寧夏回族自治区にかつて存在した県。現在の固原市に相当する。
戦国時代は秦の版図であった。恵文王（前337年-前311年）により匈奴勢力を駆逐した後に設置された烏氏県を前身とする。漢代により烏枝県と改称、西魏により廃止されている。